# James Algar
James Algar (* 11. Juni 1912 in Modesto, Kalifornien; † 26. Februar 1998 in Carmel, Kalifornien) war ein US-amerikanischer Zeichentrickfilmer, Drehbuchautor, Filmregisseur und -produzent. Er zählte zu Walt Disneys wichtigsten Mitarbeitern.

## Leben
James Algar studierte Journalismus und erhielt nach Studienabschluss 1934 einen Job in den Walt-Disney-Studios, allerdings nicht als Journalist, sondern auf Grund seines zeichnerischen Talents. Seine erste Arbeit war die Umsetzung der Waldtiere in
Schneewittchen und die sieben Zwerge (1937). Bei der Zeichentrickfilmproduktion Fantasia (1940) wurde er zum ersten Mal als Regisseur tätig. An Disneys Welterfolg Bambi (1942) arbeitete er noch einmal als Zeichner mit.
Nach dem Zweiten Weltkrieg legte James Algar seinen Schwerpunkt auf Drehbuch und Regie und widmete sich der Dokumentarfilmerei. Sein erster Dokumentarfilm Die Robbeninsel (Seal Island, 1948) wurde mit dem Academy Award für den besten Kurzfilm ausgezeichnet (1949). Der Erfolg des Films führte dazu, dass in den 1950er-Jahren weitere Tierfilme produziert wurden, und heute gilt James Algar als der Pionier der Disney-Dokumentarfilme. Dabei war er jedoch nicht für die Fotografie dieser Filme verantwortlich, sondern stets für Drehbuch und Regie.
Zu den wichtigsten Produktionen zählen neben Die Robbeninsel die Filme Im Tal der Biber (In Beaver Valley, 1950), Erde, die große Unbekannte (Nature’s Half Acre, 1951), Wasservögel (Water Birds, 1952), Die Wüste lebt (The Living Desert, 1953), Im Lande der Bären (Bear Country, 1953), Wunder der Prärie (The Vanishing Prairie, 1954), Geheimnisse der Steppe (The African Lion, 1955), Geheimnisse des Lebens (Secrets of Life, 1956) – für den er den „Goldenen Bären“ auf der Berlinale 1957 erhielt –, Grand Canyon (1958), Lobo, der Wolf (The Legend of Lobo, 1962) und Die unglaubliche Reise (The Incredible Journey, 1963). Für Weiße Wildnis (White Wilderness, 1958) und Wilde Katzen (Jungle Cat, 1959) wurde er auf der Berlinale 1959 und der Berlinale 1960 erneut jeweils mit dem „Goldenen Bären“ für den besten Dokumentarfilm ausgezeichnet.
Nach seinen Erfolgen als Trickfilmzeichner und Dokumentarfilmregisseur wagte sich James Algar an eigene Produktionen für das Disney-Studio. Von 1962 an bis 1975 entstanden neun Spielfilme und vierzehn eigenen Episoden der Fernsehserie The Wonderful World of Disney. 1977 zog sich James Algar aus der Filmbranche in den Ruhestand zurück. Die Filme, an denen er federführend beteiligt war, wurden unter anderem mit neun Oscars gewürdigt.
James Algar wurde wenige Monate nach seinem Tod anlässlich der 75-Jahr-Feier der Walt-Disney-Productions posthum zur Disney-Legende erklärt.
2016 erhielt er den Retro Hugo Award für Fantasia.